# Martin Šolc
Martin Šolc (* 26. března 1949 Praha) je pedagog, odborník na fyziku komet i historii astronomie a také její popularizátor. Podílel se na organizaci mezinárodních konferencí, především v oblasti historie vědy, pracoval v redakčních radách řady odborných i populárních časopisů a přeložil několik knižních titulů.

## Pedagogická činnost
Martin Šolc vystudoval v roce 1972 Matematicko-fyzikální fakultu Univerzity Karlovy v Praze, zaměření astronomie a astrofyzika. Poté zde na katedře astronomie a astrofyziky působil jako interní aspirant a posléze odborný asistent.
V roce 1986 se stal docentem astronomie. V letech 1986–1987 získal stipendium Maxe Plancka v Ústavu Maxe Plancka pro jadernou fyziku v Heidelbergu, kde se účastnil na zpracování dat z experimentů na sondách Giotto/Vega k Halleyově kometě.
V roce 1987 se stal vedoucím katedry astronomie a astrofyziky na Matematicko-fyzikální fakultě Univerzity Karlovy. V této funkci pokračoval i do roku 1999 poté, kdy se katedra transformovala v Astronomický ústav UK.
V letech 1999–2002 působil jako předseda Asociace Univerzita třetího věku České republiky, v letech pak jako předseda Společnosti pro dějiny věd a techniky při Radě vědeckých společností Akademie věd ČR. V letech 1991-2024 přednášel v kurzech Univerzity 3. věku na Matematicko-fyzikální fakultě UK, od roku  2010 do 2023 byl členem grémia Rady seniorů ČR, a v letech 2014-2023 členem Rady celoživotního vzdělávání Univerzity Karlovy. V letech 2000–2001 zastupoval MŠMT ČR v Bruselu ve skupině expertů EU pro tvorbu norem celoživotního vzdělávání včetně Univerzit 3. věku.

## Dílo
Martin Šolc napsal na 60 publikací z oboru astrofyziky, fyziky komet a meziplanetární hmoty a dále přes sedm desítek původních článků a knižních kapitol o historii astronomie. Podílel se jako autor nebo spoluautor na tvorbě celkem 8 učebnic: nejen pro vysoké školy, ale i pro střední (např. Cvičení z fyziky pro 1. ročník gymnázií) a základní školy (Přírodověda: pracovní sešit pro 5. ročník základní školy). Byl řešitelem resp.  spoluřešitelem čtyř projektů Grantové agentury ČR.

## Ocenění
- V roce 1981 získal spolu s  Jiřím Švestkou a Vladimírem Vanýskem cenu Literárního fondu za učebnici Fyzika hvězd a vesmíru.
- Po Martinu Šolcovi je pojmenována planetka 7799 MartinŠolc, která byla objevena 24. února 1996 na hvězdárně na Kleti.

- Podílel se 9 životopisy na knize Biographic Encyclopedia of Astronomers, která v roce 2017 získala v USA Cenu Donalda Osterbrocka.
- V roce 2018 obdržel nejvyšší ocenění České astronomické společnosti, Nušlovu cenu.[1]

- V roce 2022 byl zvolen čestným členem České astronomické společnosti.